# Кастор Карденский
Кастор Карденский (нем. Castor von Karden; дата рождения неизвестна — около 400) — священник (пресвитер), христианский просветитель населения долины реки Мозель в Германии. Святой католической церкви и местночтимый святой РПЦ (Берлинская и Германская епархия).

## Жизнеописание
Считается, что святой Кастор родился в Аквитании (Франция) и был учеником епископа Максимина Трирского, который и рукоположил его в священнический сан. Согласно преданию, святой Кастор по благословению епископа Максимина удалился с несколькими спутниками на Мозель и вёл там отшельнический образ жизни, проповедуя христианство в районе современного городка Карден, поэтому считается одним из первых христианских миссионеров долины нижнего Мозеля. Святой Кастор скончался в конце IV века и был погребен в им же построенной монастырской церкви. С XII века часть его мощей хранится в Кардене в церкви его имени.

## Почитание
В 780 году, при епископе Веомаде Трирском, в Кардене были обретены мощи святого Кастора и перенесены в местную церковь Св. Павлина. Сам акт перенесения мощей в те годы приравнивался к современному акту беатификации. 12 ноября 837 года архиепископ Гетти (Хетти) Трирский переносит большую часть мощей, включая голову св. Кастора во вновь построенный храм его имени в Кобленц. С той поры святой Кастор становится официальным покровителем города.
Меньшая часть мощей всё же осталась в Кардене и с великим почитанием сохранялась в так называемом «мощевике св. Кастора». Этот художественно изготовленный деревянный реликварий XV века до сих пор находится в центральной католической церкви Кардена, но с конца XVIII века сами мощи считались пропавшими без вести. В начале XIX века небольшая часть мощей была возвращена в карденский реликварий из Кобленца.